# Brieven van de Kerstman
De Brieven van de Kerstman (oorspronkelijke titel: The Father Christmas Letters) zijn een collectie brieven geschreven en geïllustreerd door de Britse schrijver en professor J.R.R. Tolkien tussen 1920 en 1942 voor zijn kinderen, die hij ondertekende met "Father Christmas". De brieven vertellen de avonturen en tegenspoed van Father Christmas en zijn helpers, de North Polar Bear en zijn twee welpen Paksu en Valkotukka inbegrepen.

## Publicatie
De Houghton Mifflin-editie werd in 1976 uitgegeven en werd bewerkt door Baillie Tolkien, de tweede vrouw van Christopher Tolkien; het bevat bijna alle illustraties die door Tolkien zelf getekend werden en voorkwamen in iedere brief. In 2004 werd het boek opnieuw gepubliceerd onder de titel Letters from Father Christmas; deze uitgave bevatte de weggelaten tekeningen en verschillende brieven die in de eerste editie niet werden opgenomen. 

## Edities
- J.R.R. Tolkien (1976). Father Christmas Letters. Houghton Miffin.
- J.R.R. Tolkien (1999). Letters from Father Christmas, Revised Edition. Houghton Miffin.
- J.R.R. Tolkien (2004). Letters from Father Christmas. HarperCollins.